# Феодор Ярунович
Феодор Ярунович — новгородский боярин и воевода XIII века, известный по летописи тем, что оклеветал перед ханом татарским великого князя Ярослава Всеволодовича, который и пострадал сильно за землю Русскую.
В летописи об этом говорится так: «Поганым же силу деющим над крестьяны, того ради себе не пощаде и иде в орду великую, пагубную землю татарскую и много пострада за землю Русскую, обажен же бысть Федором Яруновичем царю и многи дни претерпев».
Русский историк С. М. Соловьев в свой истории предполагает, что Феодор Ярунович действовал в данном случае не лично от себя и для себя и что смерть Ярослава Всеволодовича в орде была следствием наговора родичей, следствием родовых княжеских усобиц.